# 新伍のワガママ大百科
『新伍のワガママ大百科』（しんごのわがままだいひゃっか）は、1992年10月3日から1993年6月26日まで、TBS系列で毎週土曜18:00 - 18:30（JST）に放送されたMBS製作の雑学・漢字クイズ番組である。初期は沢井プロダクション制作、末期はMBS自社制作で放送された。

## 番組概要
- 『料理天国』（TBS・TBSビジョン製作）終了後のTBS系土曜18時からの30分番組の放送枠に、1992年9月24日まで木曜19時30分に編成されていた前身番組枠「近藤正臣の味覚人情報」という後番組として、毎日放送製作枠を移動させ開始された｢土6｣シリーズ最初の番組である。

- 雑学から毎回一つのテーマに沿って出題が行われたクイズ番組。

- クイズに正解すると、司会者の山城新伍をモデルとした新伍ちゃん人形が与えられる。

- 人形は一般的なクイズ番組と異なり、アシスタントが席に運ぶのではなく、正解者自身が席の後ろから取り出して、前に並べる。

- また書き問題とは別に、突然山城が解答者に質問し、そこで正解した場合も新伍ちゃん人形が与えられる[2]。新伍ちゃん人形を一番多く獲得した解答者にはトップ賞が贈られた。

- 上沼によると、出演者にギャラが支払われておらず、岡江とともに訴訟の準備をしていたとのことである[3]。

## 出演者
司会
- 山城新伍
- 渡辺夕子

解答者
- 岡江久美子（1枠）
- トミーズ雅（2枠）
- 上沼恵美子（5枠）
  - 3枠は久本雅美、山口美江、髙田万由子などの女性（唯一の例外が原田大二郎）、4枠は2代目桂ざこば、梅宮辰夫、地井武男、石原良純、中山秀征などのゲスト解答者枠だった。

## 主題歌
エンディングテーマ
- 「Go!Go!everyday」 久宝留理子
- 「大丈夫」 JIGGER'S SON など

## ネット局
◎は土曜17:30 - 18:00に、○は土曜17:00 - 17:30にそれぞれ7日遅れで遅れネットで放送していた系列局。△は土曜18:30 - 19:00に遅れネットで放送していた他系列局。
| 放送対象地域  | 放送局             | 系列                          | ネット形態              | 備考               |
| ------------- | ------------------ | ----------------------------- | ----------------------- | ------------------ |
| 近畿広域圏    | 毎日放送           | TBS系列                       | 番組製作局              |                    |
| 関東広域圏    | 東京放送           | TBS系列                       | 同時ネット              | 現:TBSテレビ       |
| 北海道        | 北海道放送         | TBS系列                       | 同時ネット → 遅れネット | ◎（1993年4月から） |
| 青森県        | 青森テレビ         | TBS系列                       | 遅れネット              | ◎                  |
| 岩手県        | 岩手放送           | TBS系列                       | 同時ネット              | 現:IBC岩手放送     |
| 宮城県        | 東北放送           | TBS系列                       | 同時ネット              |                    |
| 秋田県        | 秋田放送           | 日本テレビ系列                | 遅れネット              | △                  |
| 山形県        | テレビユー山形     | TBS系列                       | 同時ネット              |                    |
| 福島県        | テレビユー福島     | TBS系列                       | 同時ネット              |                    |
| 山梨県        | テレビ山梨         | TBS系列                       | 同時ネット              |                    |
| 新潟県        | 新潟放送           | TBS系列                       | 同時ネット              |                    |
| 長野県        | 信越放送           | TBS系列                       | 同時ネット              |                    |
| 静岡県        | 静岡放送           | TBS系列                       | 遅れネット              | ◎                  |
| 富山県        | チューリップテレビ | TBS系列                       | 同時ネット              |                    |
| 石川県        | 北陸放送           | TBS系列                       | 同時ネット → 遅れネット | ◎（1993年4月から） |
| 福井県        | 福井放送           | 日本テレビ系列 テレビ朝日系列 | 遅れネット              | △                  |
| 東海広域圏    | 中部日本放送       | TBS系列                       | 遅れネット              | ○ 現:CBCテレビ     |
| 島根県 鳥取県 | 山陰放送           | TBS系列                       | 同時ネット              |                    |
| 岡山県 香川県 | 山陽放送           | TBS系列                       | 同時ネット              | 現:RSK山陽放送     |
| 広島県        | 中国放送           | TBS系列                       | 同時ネット              |                    |
| 愛媛県        | 伊予テレビ         | TBS系列                       | 同時ネット              | 現:あいテレビ      |
| 高知県        | テレビ高知         | TBS系列                       | 同時ネット              |                    |
| 福岡県        | RKB毎日放送        | TBS系列                       | 遅れネット              | ◎                  |
| 長崎県        | 長崎放送           | TBS系列                       | 同時ネット              |                    |
| 熊本県        | 熊本放送           | TBS系列                       | 同時ネット              |                    |
| 大分県        | 大分放送           | TBS系列                       | 同時ネット              |                    |
| 宮崎県        | 宮崎放送           | TBS系列                       | 同時ネット              |                    |
| 鹿児島県      | 南日本放送         | TBS系列                       | 遅れネット              | ◎                  |
| 沖縄県        | 琉球放送           | TBS系列                       | 同時ネット              |                    |